# 撕裂铁角蕨
撕裂铁角蕨（学名：Asplenium laciniatum）为铁角蕨科铁角蕨属下的一个种。

## 扩展阅读
- 維基物種上的相關：撕裂铁角蕨